# Century Manufacturing Company (Michigan)
Century Manufacturing Company, vorher Century Electric Motor Car Company, war ein US-amerikanischer Hersteller von Automobilen aus Michigan.

## Unternehmensgeschichte
Die John Gillespie, Inc. gründete im Mai 1912 die Century Electric Motor Car Company in Detroit. Die Produktion von Automobilen begann, die als Century vermarktet wurden. Im Mai 1914 übernahm Edwin Denby das Unternehmen und änderte die Firmierung in Century Manufacturing Company. 1915 endete die Produktion, als das Unternehmen in den Bankrott ging.
Es gab keine Verbindungen zur Century Motor Vehicle Company und zur Century Manufacturing Company aus Missouri, die den gleichen Markennamen verwendeten.

## Fahrzeuge
Im Angebot standen Elektroautos. Ungewöhnlich war die Underslung-Bauart. Gelenkt wurde mit einem Lenkhebel. Zur Wahl standen Vollgummireifen und Luftreifen. Die Elektromotoren stammten von Westinghouse.
1912 gab es das Model E. Der Radstand betrug 246 cm. Überliefert sind Roadster und Brougham.
1913 folgte das Model B. Der Radstand wurde auf 249 cm verlängert. Einzige Karosserieform war ein Brougham.
1914 wurde daraus das Model LB. Das Fahrgestell hatte nun 264 cm Radstand. Wiederum war nur ein Brougham erhältlich.
1915 wurde der Radstand beibehalten. Nun standen zwei verschiedene Brougham zur Auswahl. Das Model LB bot Platz für fünf Personen. Das Model SB war ein Viersitzer.

## Modellübersicht
| Jahr | Modell   | Radstand (cm) | Aufbau             |
| ---- | -------- | ------------- | ------------------ |
| 1912 | Model E  | 246           | Roadster, Brougham |
| 1913 | Model B  | 249           | Brougham           |
| 1914 | Model LB | 264           | Brougham           |
| 1915 | Model LB | 264           | Brougham 5-sitzig  |
| 1915 | Model SB | 264           | Brougham 4-sitzig  |